# خير أباد (مياندوآب)
خير أباد هي قرية في مقاطعة مياندوآب، إيران. يقدر عدد سكانها بـ 1049 نسمة بحسب إحصاء 2016.